# در باب حقیقت و دروغ در مفهومی غیراخلاقی

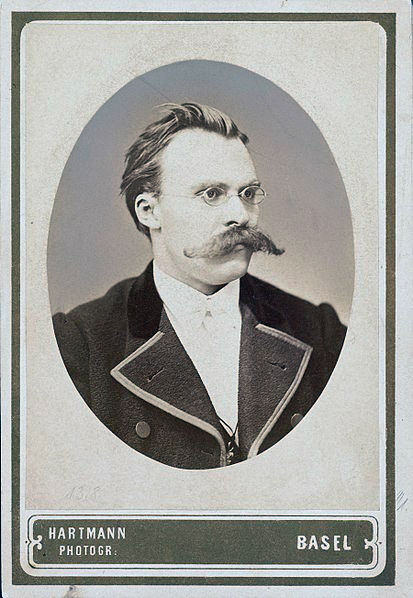
کتاب در باب حقیقت و دروغ در مفهومی غیراخلاقی با عکس نویسند

در باب حقیقت و دروغ در مفهومی غیراخلاقی (به آلمانی: Über Wahrheit und Lüge im außermoralischen Sinn) که با عنوان در باب حقیقت و دروغ در مفهومی فرا اخلاقی (Extra-Moral) نیز شناخته می‌شود، نوشتاری است فلسفی اثر فریدریش نیچه. این اثر در سال ۱۸۷۳، یک سال پس از نوشتن زایش تراژدی به نگارش درآمد، اما در دوران حیات نیچه هرگز به انتشار نرسید. در بخش اعظمی از این اثر به پرسش‌هایی معرفت‌شناسانه در باب ماهیت حقیقت و زبان، و چگونگی ارتباط آن‌ها با شکل‌گیری مفاهیم پرداخته می‌شود.

## خلاصه
نیچه در این اثر به ارائه گزارش و همچنین نقدی در باب نگرش‌های معاصر به حقیقت و مفاهیم می‌پردازد و بدین‌گونه چنین استنباط می‌کند که این نگرش‌ها از خودِ ایجاد و به وجود آوردن زبان، نشات می‌گیرند.
هر واژه‌ای بی‌درنگ به مفهومی بدل می‌شود، تا آنجا که گویی قرار نبوده است یادآور تجربه‌ای یگانه و کاملاً شخصی و اصیل باشد که زایش خود را بدان مدیون است؛ بلکه انگار می‌بایست با موارد بی‌شمار و کم و بیش همانندی – که به معنای واقعی کلمه یکسان نیستند – تطابق بیابد؛ به عبارتی دیگر با بسیاری موارد ناهمسان. در حقیقت هر مفهومی از همسان‌سازیِ مواردی ناهمسان سرچشمه گرفته‌است.
به عقیده پل اف. گلن (Paul F. Glenn) نیچه در اینجا چنین استنباط می‌کند که «مفاهیم استعاراتی هستند که با واقعیت تطابق ندارند.» نیچه می‌نویسد که هر چند مفاهیم در حقیقت استعاراتی هستند که توسط بشر ابداع شده‌اند (به واسطه موافقتی همگانی برای تسهیل بر قراری ارتباط)، اما انسان‌ها پس از ابداع آنها، این حقیقت را به دست فراموشی سپردند و و باور کردند که این آن‌ها «حقیقی» و مطابق با واقعیت هستند.
به زعم نیچه «حقیقت» در واقع:
سپاهی است متحرک از استعارات، کنایه‌ها و انسان‌انگاری‌ها – کوتاه سخن آنکه مجموعه‌ای است از روابط انسانی که فزونی گرفته، دچار جابجایی گشته و با آرایه‌هایی بیانی و شاعرانه تزیین شده است، و پس مدت‌های مدیدی استفاده از آن، برای فرد به نظر پایدار، قانونمند و الزام‌آور می‌رسد: حقایق توهماتی هستند که فرد فراموش کرده‌است که این همان چیزی است که آن‌ها هستند، استعاراتی فرسوده که دارای هیچگونه نیروی حس‌انگیزی نیستند؛ سکه‌هایی که تصویر خود را از دست داده‌اند و همینک تنها به چشم فلز به آن‌ها نگریسته می‌شوند، و نه دیگر سکه.
چنین دیدگاه‌هایی از او در باب حقیقت و ارتباط آن با زبان انسان، تأثیری خاص بر نظریه‌پردازان پست‌مدرنیسم بر جا گذاشته است؛ و همین نوشتهٔ «در باب حقیقت و دروغ در مفهومی غیراخلاقی» یکی از آثاری است که بیشترین تأثیر را در شهرت نیچه (شهرتی هر چند مورد اختلاف) به عنوان «سلسله‌جنبان پست‌مدرنیسم» داشته‌است.

## بخش‌ها
نیچه این اثر را در قالب دو بخش به نگارش درآورده است:

### بخشِ اول
نیچه اثر خویش را با حکایتی در باب آفرینش معرفت و شناخت آغاز می‌کند و در ادامه می‌گوید: «کسی ممکن است چنین حکایتی را ابداع کرده باشد و در عین حال هیچ متوجه نشده باشد که ظهور هوش بشری در طبیعت تا چه حد ناجور، تا چه حد مبهم و متلوّن، تا چه حد بی‌هدف و دلبخواه است.» نیچه اشاره می‌کند که پیش از هستی انسان، جهانی مستقل از بشر و هوش او موجود بوده‌است و این جهان پس از مرگ او نیز همچنان به همان صورتی که تا پیش از آن بود باقی خواهد ماند. هوش بشر به منظور حفاظت از او، به دروغ به او چنین القا می‌کند که در جهان حایز اهمیتی است که در حقیقت فاقد آن است. آدمی در «رویاها و خیالات غرق شده»، چرا که تنها به کشف «اَشکال» و نه «حقیقت» اهتمام می‌ورزد. نیچه بنیان‌گذاری «حقیقت» را به عنوان «پیمان صلحی» که به واسطه اجتماعی بودن انسان ضرورتاً میان اشخاص شکل گرفته‌است، تعریف می‌کند. این افراد پیمان‌های «حقیقت» را به منظور ایجاد ابزارهایی برای تعامل منعقد کرده‌اند. از همین رو، هر آنکه به این قیود تن در می‌دهد، گویندهٔ «حقیقت» و هر آنکه آن‌ها را برنمی‌تابد، دروغگو است. تنها با فراموش کردن قضیهٔ شکل‌گیری دلبخواهانه و اختیاری این عناوین و نخصیص‌ها است که بشر می‌تواند خود را صاحب چیزی از حقیقت تصور کند. حتی زبان نیز به زعم نیچه عاری از هرگونه حقیقت است، چرا که واژگان صرفاً استعاراتی ناقص برای توصیف انگیختارهایی یگانه هستند. مفاهیم فضا و زمان که بر علوم تجربی حاکم است نیز جزو ابداعات بشر به‌شمار می‌رود اما ضرورتاً مستلزم حقیقت نیست. بدین‌گونه در بخش نخست این اثر نیچه معتقد است که هیچ حقیقت عینی جهانشمولی وجود ندارد و مفاهیم زبان در انتقال و ابلاغ حقیقت مطلق ناتوان هستند.

### بخشِ دوم
در بخش دوم این اثر نیچه اَعمال و زندگانی دو شخصیت فرضی را با یکدیگر مقایسه می‌کند: انسان عقلی و انسان شهودی. انسان شهودی کسی است که فارغ و رها از مفاهیمی که انسان عقلی آن‌ها را حقیقت می‌پندارد، زندگی می‌کند. نیچه با گریزی بر اسطوره‌شناسی یونان باستان که در سال‌های دانشگاه به مطالعهٔ آن مشغول بود، انسان شهودی را به عنوان منبعی از خلاقیت که به نوبهٔ خود باعث ایجاد تمدن می‌شود، معرفی می‌کند. نیچه هر چند بر این باور است که انسان شهودی مستعد درد و رنج عظیم‌تری است، در عین حال معتقد است که انسان شهودی با وجود آسیب‌پذیر بودن نسبت به درد و رنج عمیق‌تر، و حتی تحمل درد و رنج بیشتر، در مقایسه با انسان عقلی لذت عظیم‌تر یا حتی بیشتری را نیز تجربه خواهد کرد.